# Wolga-Kozakken

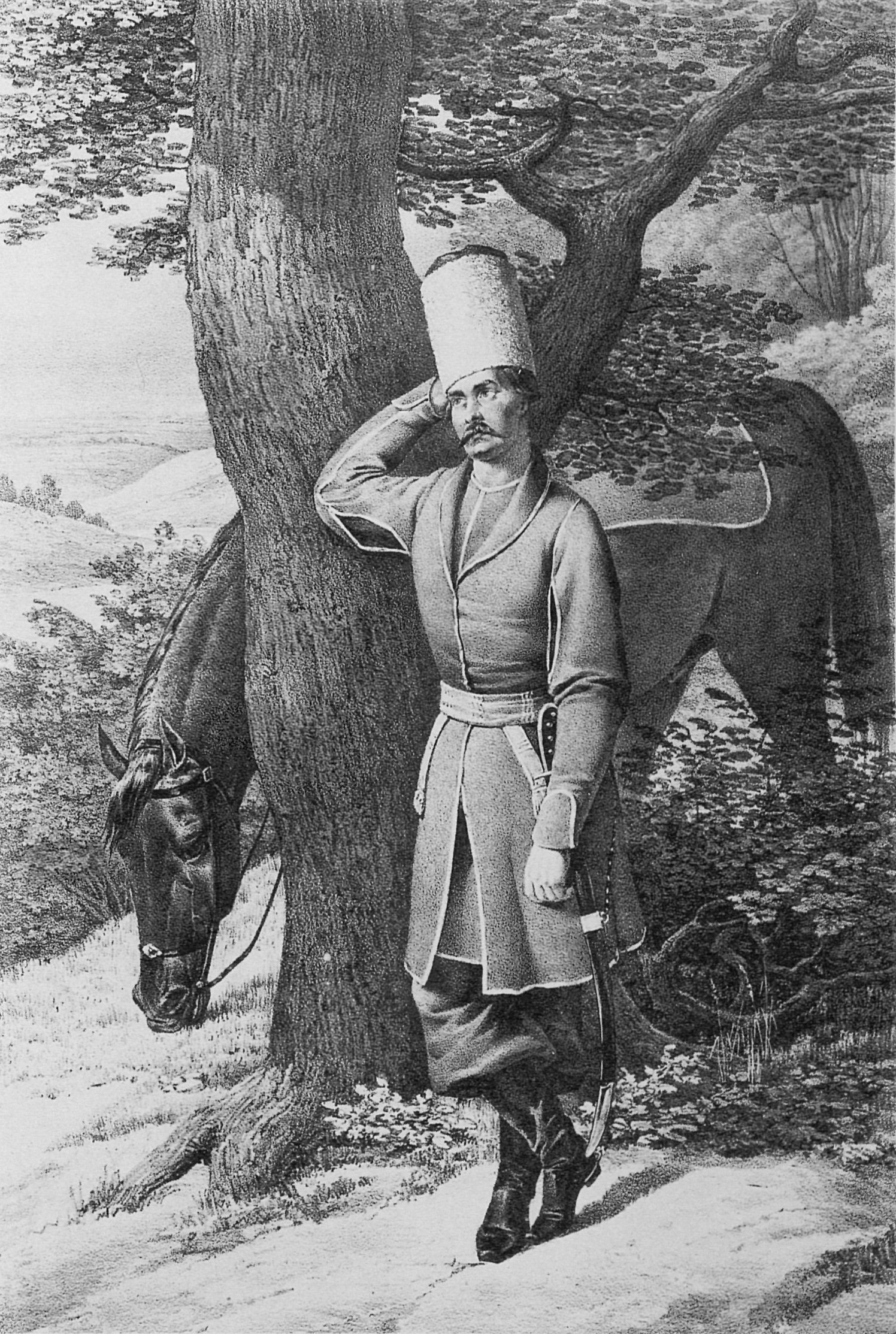
Wolga-Kozak in 1774

De Wolga-Kozakken (Russisch: Волжские казаки, Volzjskije kazaki) waren Kozakken die aan de Midden- en Beneden-Wolga leefden.

## Geschiedenis
De Kozakken verschenen aan de Wolga in de 16e eeuw. Dit waren allerlei voortvluchtigen uit het tsaardom Rusland en mensen van de Don.
De Kozakken aan de Beneden-Wolga werden voor het eerst genoemd in 1554, in verband met de campagnes om het kanaat Astrachan te veroveren. In het leger van Joeri Pronski en A.V. Vjazemski was er een detachement van ataman Fjodor Pavlov. De Kozakken versloegen samen met de cavalerie van Vjazemski de kan Jamgoertsji nabij Tsjorny Ostrov. Tijdens de campagne voor de definitieve verovering van Astrachan in 1556 bevonden zich in het Russische leger Don-Kozakkendetachementen van de atamans Koloepajev en Ljapoen Filimonov, die daarna terugkeerden naar het gebied van de Wolga-Don-portage.
Naast de in nederzettingen gevestigde stadskozakken van het Wolga-gebied nam gedurende deze periode ook de vrije gemeenschap van Wolga-Kozakken in omvang toe. Omdat het niet handig was voor de vrije Kozakken, die op rooftochten gingen, om in door de vorst opgerichte ostrogs, steden en forten te wonen, verdwenen deze tegen 1610 en haastten zich naar de Terek, Jaik en Don. De sinds 1560 vermelde "Wolga-Kozakken"  waren dezelfde Don-Kozakken die op roof gingen in de Zjigoeli-regio. Nadat ze zich bij de Astrachan-Kozakken hadden aangesloten, bleef een deel van de Kozakken waarschijnlijk daar in dienst. 16e- en 17e-eeuwse bronnen vermelden echter geen andere Kozakken aan de Beneden-Wolga (en in het bijzonder in Astrachan), dan deze "rovers". De regio Astrachan was misschien de enige uitzondering aan de zuidgrens van de Russische staat waar stadskozakken niet onder de categorie dienstlieden werden geregistreerd. De Kozakken daarentegen, die na de Tijd der Troebelen in dienst naar Astrachan werden gestuurd, werden naar de positie van strelitsen geplaatst, wat hun sociale status veranderde.
In 1698, na de opstand van de strelitsen in Moskou, werden sommigen van hen bij decreet van Peter I naar Krasny Jar, Tsjorny Jar, Tsaritsyn, Kamysjin en Saratov gestuurd. Hierbij namen de Kozakken van Krasny Jar de naam Krasny-Jar-Kozakken aan, de Tsjorny Jar-Kozakken behielden de naam van strelitsen, de Kamysjin-Kozakken werden bekend als soldaten en de Saratov-Kozakken als gesalarieerden (roezjniki). Het aantal van deze militaire eenheden varieerde van 200 tot 250 personen.

## Wolga-Kozakkenlegioen
In 1718-1720 werd in opdracht van Peter I de Tsaritsyno-linie aangelegd tussen de Don en de Wolga. De linie zou worden bevolkt door Don-Kozakken, maar in 1733 werd besloten om deze over te brengen naar de Wolga en van hen het Wolga-Kozakkenlegioen te vormen.
Het Wolga-Kozakkenlegioen werd in 1734 gevormd bij oekaze van keizerin Anna van Rusland op het grondgebied van de Wolga-Kozakken. Na de Poegatsjovopstand in 1777 werd het legioen bij decreet van tsarin Catharina II overgeplaatst naar de Terek, waar ze uiteindelijk opgingen in het Terek-legioen. De overgebleven Wolga-Kozakken aan de Midden-Wolga werden op 7 januari 1804 omgevormd tot een onafhankelijk Wolga-Kozakkenregiment, toegevoegd aan het Astrachan-Kozakkenlegioen.
Na het uiteenvallen van de Sovjet-Unie begon de heropleving van de Wolga-Kozakken, met de oprichting van de Vereniging van Wolga-Legioen-Kozakken (Волжское войсковое казачье общество).